# Чемпіонат світу з футболу 2026
Чемпіонат світу з футболу 2026 (англ. 2026 FIFA World Cup, ісп. Copa Mundial de la FIFA 2026, фр. Coupe du Monde FIFA 2026) — 23-й чемпіонат світу з футболу ФІФА, фінальний етап якого пройде з 11 червня по 19 липня 2026 року. Господарями турніру вперше стали одночасно 3 країни: Канада, Мексика та Сполучені Штати Америки. Вперше на чемпіонаті світу братимуть участь 48 команд замість 32.

## Вибір господаря
| Брали участь        | Не брали участь    |
| ------------------- | ------------------ |
| За об'єднану заявку | Об'єднана заявка   |
| За Марокко          | Марокко            |
| Жодна з заявок      | Під санкціями ФІФА |
| Утрималися          | Не є членом ФІФА   |

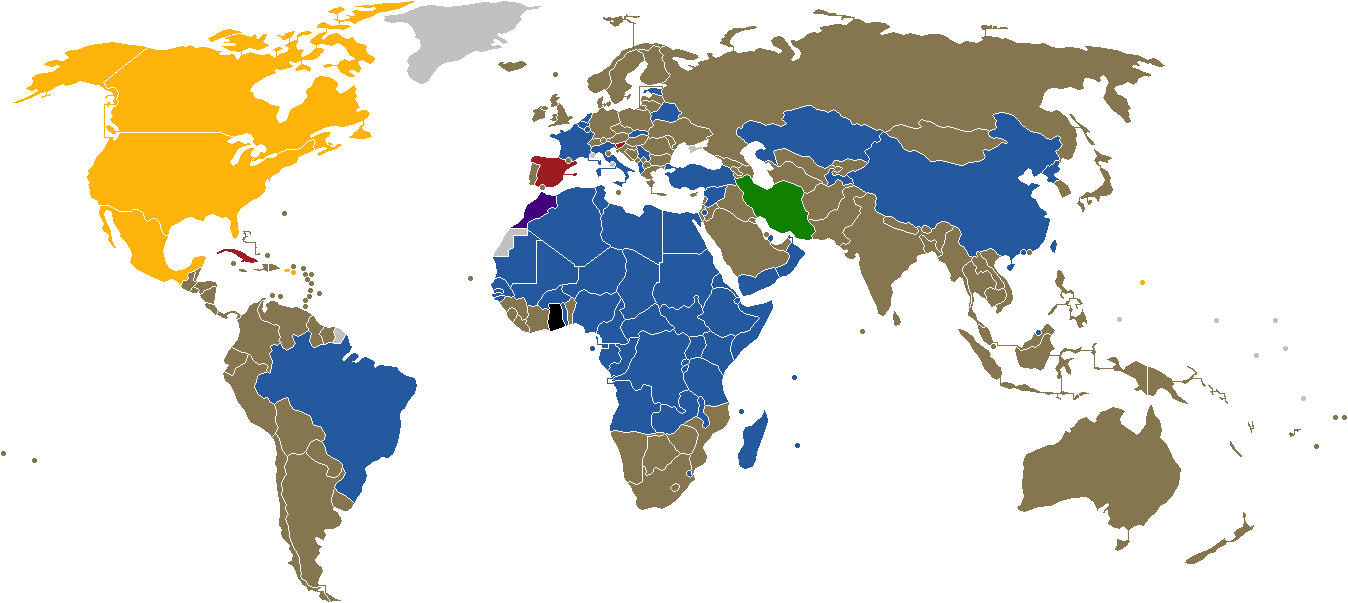
Результати голосування:

За право проведення чемпіонату 2026 року боролися наступні заявки:
Претенденти
- КНР та  Індія;
- Еквадор,  Болівія,  Перу та  Парагвай;
- Канада,  Мексика та  США;
- Марокко;
- Нова Зеландія.

13 червня 2018 року на 68-му Конгресі ФІФА у Москві під час голосування за вибір господаря турніру найбільшу кількість голосів отримала спільна заявка Канади, Мексики та США, отримавши 134 голоси проти 65 голосів у підтримку заявки Марокко.
| Претенденти            | Голосування |
| ---------------------- | ----------- |
| Канада / Мексика / США | 134         |
| Марокко                | 65          |
| Жодна з заявок         | 1           |
| Утрималися             | 3           |

## Вперше в історії чемпіонату світу
| Вперше його приймає Канада                    |
| Вперше чемпіонат пройде одразу в 3-х країнах  |
| Вперше одна країна (Мексика) втретє прийме ЧС |
| Вперше буде стадія 1/16 фіналу                |

## Формат
Рада ФІФА 10 січня 2017 року затвердила основну частину регламенту чемпіонату світу 2026 року. Кількість учасників Мундіалю збільшена із 32 до 48 команд.
Змагання будуть проходити в форматі 12 груп по 4 команди. У плей-оф будуть виходити по дві збірні та 8 кращих збірних за рейтингом третіх місць. Кожного дня в середньому будуть грати по 6 матчів. Таким чином, тривалість турніру не зміниться і складе близько місяця.
Асоціації отримали такі прямі квоти:
- Європа — 16
- Африка — 9
- Азія — 8
- Південна Америка — 6
- Північна і Центральна Америка — 3+3
- Океанія — 1.

Останні 2 путівки будуть розіграні в міжконтинентальному плей-оф.

## Учасники

### Кваліфікація
Відбірковий турнір почався 7 вересня 2023 року і має закінчитися в березні 2026 року.
На даний момент кваліфікувалися тринадцять збірних. Вакантними залишаються 35 місць:

Кваліфікована команда
Команда може кваліфікуватися
Команда не кваліфікувалася
Команда знялася чи була відсторонена
Не є членом ФІФА

| АФК (6) - Австралія - Іран - Йорданія - Південна Корея - Узбекистан - Японія КАФ (0) КОНКАКАФ (3) - Канада (господар) - Мексика (господар) - США (господар) | КОНМЕБОЛ (3) - Аргентина - Бразилія - Еквадор ОФК (1) - Нова Зеландія УЄФА (0) |  |

## Стадіони
З 23-х заявок остаточно приймати чемпіонат будуть 16 стадіонів: 11 – у США, 3 – в Мексиці та 2 – в Канаді.
Єдиним стадіоном, який раніше вже приймав матчі чемпіонатів світу з футболу, став «Ацтека» у Мехіко, де проходили матчі чемпіонатів світу 1970 та 1986 років. При цьому жоден із 9 стадіонів чемпіонату світу 1994 року, який проходив у США, не прийматиме матчі чемпіонату світу 2026 року.
4 лютого 2024 року ФІФА оголосила місце проведення фінального матчу стадіон «Мет-Лайф Стедіум» в Іст-Ратерфорд, штат Нью-Джерсі.
Відповідно до правил ФІФА щодо спонсорства стадіонів, більшість об’єктів використовуватимуть альтернативні назви протягом турніру.
Список стадіонів:
| Мехіко                  | Нью-Йорк/Нью-Джерсі (Іст-Ратерфорд) | Даллас (Арлінгтон)      | Канзас-Сіті             |
| ----------------------- | ----------------------------------- | ----------------------- | ----------------------- |
| Ацтека                  | Мет-Лайф Стедіум                    | AT&T Стедіум            | Ерроухед-Стедіум        |
| К-ість глядачів: 87,523 | К-ість глядачів: 82,500             | К-ість глядачів: 80,000 | К-ість глядачів: 76,416 |
|                         |                                     |                         |                         |
| Х'юстон                 | Атланта                             | Лос-Анджелес (Інглвуд)  | Філадельфія             |
| NRG-Стедіум             | Мерседес-Бенц Стедіум               | Соу-Фай Стедіум         | Лінкольн Файненшл філд  |
| К-ість глядачів: 72,220 | К-ість глядачів: 71,000             | К-ість глядачів: 70,240 | К-ість глядачів: 69,796 |
|                         |                                     |                         |                         |
| Сіетл                   | Сан-Франциско (Санта-Клара)         | Бостон (Фоксборо)       | Маямі (Маямі-Гарденс)   |
| Люмен Філд              | Левайс Стедіум                      | Жилетт Стедіум          | Хард Рок Стедіум        |
| К-ість глядачів: 69,000 | К-ість глядачів: 68,500             | К-ість глядачів: 65,878 | К-ість глядачів: 64,767 |
|                         |                                     | Gillette Stadium        |                         |
| Ванкувер                | Монтеррей                           | Гвадалахара             | Торонто                 |
| Бі Сі Плейс             | Естадіо BBVA                        | Акрон                   | БМО Філд                |
| К-ість глядачів: 54,500 | К-ість глядачів: 53,500             | К-ість глядачів: 49,850 | К-ість глядачів: 30,000 |
|                         |                                     |                         |                         |

## Групи
| Група A | Група B | Група C | Група D |
| ------- | ------- | ------- | ------- |
| Мексика | Канада  | C1      | США     |
| A2      | B2      | C2      | D2      |
| A3      | B3      | C3      | D3      |
| A4      | B4      | C4      | D4      |
|         |         |         |         |
| Група E | Група F | Група G | Група H |
| E1      | F1      | G1      | H1      |
| E2      | F2      | G2      | H2      |
| E3      | F3      | G3      | H3      |
| E4      | F4      | G4      | H4      |
|         |         |         |         |
| Група I | Група J | Група K | Група L |
| I1      | J1      | K1      | L1      |
| I2      | J2      | K2      | L2      |
| I3      | J3      | K3      | L3      |
| I4      | J4      | K4      | L4      |

## Права на телетрансляцію
Станом на листопад 2024 року права на телетрансляцію чемпіонату світу 2026 придбали наступні платформи:
| Країна               | Телеканали                         |
| -------------------- | ---------------------------------- |
| Аргентина            | Argentina TV, TyC Sports           |
| Албанія              | TV Klan                            |
| Австралія            | SBS                                |
| Австрія              | ORF                                |
| Болгарія             | BNT, NOVA                          |
| Боснія і Герцеговина | BHRT, Moja TV                      |
| Бразилія             | TV Globo                           |
| Велика Британія      | BBC, ITV1                          |
| Німеччина            | ARD, ZDF, RTL, Magenta TV          |
| Данія                | DR, TV 2                           |
| Індія                | Sports18                           |
| Італія               | Rai                                |
| Канада               | Bell Media                         |
| Колумбія             | Caracol Televisión, RCN Televisión |
| Мексика              | TUDN, TV Azteca                    |
| Норвегія             | NRK, TV 2                          |
| США                  | Fox, Telemundo                     |
| Україна              | НСТУ                               |
| Франція              | M6                                 |
| Фінляндія            | Yle, MTV3                          |
| Хорватія             | HRT                                |
| Чехія                | ČT, TV Nova                        |
| Чилі                 | Chilevisión, Canal 13              |
| Швеція               | SVT, TV4                           |